# 순군부
순군부(徇軍部)는, 고려 개창 초기 중앙경찰기관과 같은 역할을 하였던 관청이다. 
《고려사》에 따르면 태조 원년(918년)에 순군부에 영과 낭중, 사 등이 있었고, 16년(933년)에 병금관, 낭중, 사가 있었다고 하고 있다. 
광종 11년(960년)에 순군부를 군부로 고쳤다. 《고려사》에는 그 관장하였던 직책은 알 수 없으나 모두 병사를 관장하는 관직과 같았다고 하고 있다. 

## 같이 보기
- 순군만호부